# Enrique Gaspar
 (septembre 2022).
Pour les articles homonymes, voir Gaspar.
Enrique Lucio Eugenio Gaspar y Rimbau (Madrid, 2 mars 1842 – Oloron-Sainte-Marie, 7 septembre 1902) était un diplomate et écrivain espagnol, auteur de pièces de théâtre, zarzuelas (opéras légèrs) et romans.

## Biographie
Enrique Gaspar y Rimbau naquit de parents acteurs. À la mort de son père, il s'installa à Valence avec sa mère et ses deux frères. Il étudia humanités et philosophie, bien qu'il ne finit jamais ses études, les abandonnant pour travailler dans la banque commerciale du marqués de San Juan.
Il avait déjà écrit sa première zarzuela à treize ans, et à quatorze était un rédacteur de La Ilustración Valenciana. À l'âge de 15 ans sa mère mit en scène sa première comédie. À 21 ans, il s'établit à Madrid, pour se consacrer à la carrière d'écrivain. 
Sa période la plus fertile comme écrivain fut entre 1868 et 1875, où il écrivit des œuvres où il critiquait les valeurs bourgeoises. Pendant ce temps, il écrivit aussi des drames historiques et devint un pionnier du théâtre social en Espagne.
À 23 ans, Gaspar y Rimbau épousa Enriqueta Batllés y Bertán de Lis, une belle aristocrate, dont les parents n'approuvèrent pas le mariage. Après la naissance de leur deuxième fils, il entra dans le corps diplomatique, à l'âge de 27 ans.
Il passa du temps en Grèce et France, puis à Madrid et enfin travailla en tant que consul en Chine, d'abord à Macao et ensuite à Hong Kong.  Pendant ce temps, il continua à écrire et à monter des pièces en plus de collaborer avec El Diario de Manila.
À son retour en Espagne, il s'établit à Oloron-Sainte-Marie, bien que sa famille vivait à Barcelone, où il mit en scène une pièce en catalan. Ensuite, il vécut dans plusieurs localités dans le sud de la France. Sa femme mourut à Marseille, où il était consul. Étant malade lui-même, il se retira à Olorón avec sa fille, son beau-fils et ses petits-fils. Il y mourut en 1902, à l'âge de 60 ans.

## El anacronópete

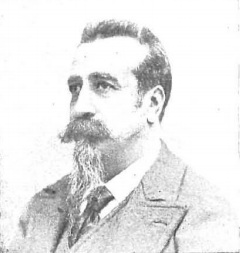
Enrique Gaspar y Rimbau

Publié en 1887 à Barcelone, El anacronópete (un néologisme signifiant « celui qui vole contre le temps ») est une des plus importantes œuvres de Gaspar y Rimbau. C'est un roman de science-fiction qui précède Herbert George Wells dans l'« invention » du voyage dans le temps en utilisant une machine.
Le roman, en forme d'une zarzuela, c'est le premier à montrer une machine qui voyage à travers le temps : l'« anacronópete ». Cette machine est une énorme caisse de fonte, actionnée par l'électricité, que meuvent quatre grands dispositifs pneumatiques finissant par des tubes pour voyager, incluant un système qui produit le « fluide García», qui fait en sorte que les passagers ne rajeunissent pas quand ils remontent le temps. L'intérieur de la machine contient aussi toutes sortes de conforts et, parmi d'autres merveilles, des balais qui balaient tout seul.
La machine fournit le prétexte pour une histoire en trois actes, où suivant le groupe de personnages qui voyagent dans le temps: don Sindulfo García, un scientifique de Saragosse et inventeur du dispositif; son ami et assistant Benjamín; Clarita, la nièce et pupille de don Sindulfo; une servante; le capitaine Luis, l'amoureux de Clarita; plusieurs hussards; et de vieilles femmes « de petite vertu », que le maire de Paris veut rajeunir afin qu'elles puissent « se régénérer ».
Dans le premier acte, don Sindulfo explique sa théorie du temps : c'est l'atmosphère qui produit le temps, comme le démontre la conservation de la nourriture dans des boîtes hermétiques.
En volant rapidement contre la rotation de la terre, la machine peut « défaire » le décours des jours (une idée présente aussi dans le film Superman). Ils quittent le Paris, de l'Exposition universelle de 1878, et voyagent jusqu'à la bataille de Tétouan en 1860.
Les hussards de Luis, qui devaient protéger Clarita  contre Sindulfo, sont devenus des enfants et disparaissent parce qu'ils n'étaient pas protégés par le "fluide de l'inaltérabilité".
La machine retourne à Paris le jour d'avant leur départ, plusieurs vieilles femmes « rajeunies », débarquent.

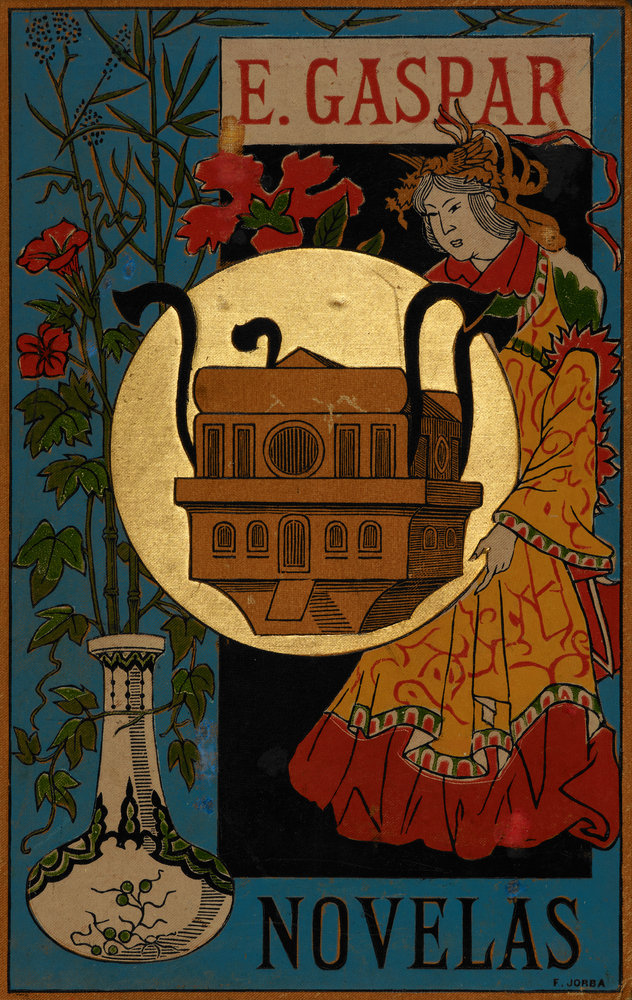
Couverture de El anacronópete (1887).

Dans le deuxième acte, ils voyagent encore dans le passé, en cherchant le secret de l'immortalité et s'arrêtant à différents moments de l'histoire, comme à Grenade en 1492, où ils recommandent à la Reine Isabelle d'écouter un génois appelé Christophe Colomb, et à Ravenne en 690 (pour obtenir des provisions). Ils finissent à Henan, Chine, en 220, où Sindulfo espérait qu'il pourrait forcer Clarita à le marier. L'empereur Hien-ti montre aux voyageurs que beaucoup d'inventions comme l'imprimerie et les navires de fer étaient déjà connus.
Puisque son impératrice Sun-Che vient de mourir, il offre d'échanger Clarita avec le secret de l'immortalité.
L'impératrice avait été en réalité enfouie vivante par son mari, se révèle être l'original d'une momie chinoise que Sindulfo avait acheté et mise dans la machine.
Ce faisant, elle devient libre et veut marier Sindulfo.
Les personnages ont évolué, avec Benjamín devenant hanté par la vie éternelle, don Sindulfo fou de jalousie pour Clarita, et Clarita amoureuse du capitaine Luis.
Benjamín découvre que les hussards disparus étaient réapparus de fait, leurs esprits immortels n'avaient pas quitté l'anacronópete. Par ailleurs, il découvre aussi que sa première femme était l'impératrice (par la métempsycose).
Tandis qu'ils partent, Tsao Pi fonde la dynastie Ouei.
Dans le troisième acte, après un arrêt à Pompéi au temps de l'éruption du Vésuve en '79, ils arrivent au XXXe siècle av. J.-C., le temps de  Noé. Là ils découvrent que le secret de la vie éternelle, c'est Dieu. Enfin, don Sindulfo dans sa folie accélère l'anacronópete, qui explose en arrivant au Jour de la Création.
Don Sindulfo se réveille, il a dormi tandis qu'il regardait une pièce de théâtre de Jules Verne, avec les jeunes mariés Luis et Clarita.
Le roman s'adapte à l'esprit de l'époque, où les œuvres de Jules Verne avaient beaucoup de succès. Il fut sans doute influencé par Camille Flammarion et son histoire Lumen. El Anacronópete, écrit en 1881, précède L'Historioscope de Mouton, et donc devrait n'avoir pas été influencé par cette œuvre.
L'édition originale par Daniel Cortezo fut illustrée par Francesc Soler.
Elle a été rééditée en 1999 en disquette par l'Asociación Española de Fantasía, Ciencia-Ficción y Terror, en 2000 par le Círculo de Lectores. La Minotauro a republié l'édition du Circulo avec les illustrations originales en 2005  (ISBN 84-450-7565-9).